# Niolamia
Genre
Niolamia est un genre éteint de tortues dont les restes fossilisés ont été mis au jour dans la formation de Sarmiento, en Argentine.

## Liste d'espèces
Selon Catalogue of Life (13 juillet 2019) :
- Niolamia argentina (Simpson, 1938) †